# Peter Bengtson
Peter Bengtson, född 4 maj 1961, är en [svensk tonsättare och organist. Hans kammaropera Jungfrurna, baserad på Jean Genets pjäs Les Bonnes, har uppförts i ett flertal länder i Europa samt USA i separata uppsättningar och även givits ut på CD av Phono Suecia, då framförd av Hovkapellet. Bengtson samarbetade med koreografen Per Jonsson i dennes genombrottsverk Schakt (1983), men också i en serie mindre verk som Lammas och Belthane.
Som organist har Peter Bengtson bland annat förekommit som solist i uruppförandet av Sven-David Sandströms The High Mass. Bengtson har undervisat på Kungliga Musikhögskolan i Stockholm i LISP-baserad algoritmisk komposition samt på Danshögskolan i ämnet nutida musikestetik för koreografilinjen.
Peter Bengtson var under många år en välkänd tango-dj och även upphovsman till och den som drev webbsajten Tangoportalen från april 2005 till augusti 2010 då den lades ner.
Peter Bengtson är son till skådespelaren Rolf Bengtson och dansösen Hedy Bengtson.

## Verk
- Baletten Schakt
- Kammaroperan Jungfrurna (1994), baserad på Jean Genets pjäs Les Bonnes
- Carillon för sex gradvis omstämda digitalpianon, beställt av Piano Circus
- Fashion Models in Cosy and Nifty Settings för klarinett, violin, viola, cello och piano
- Songs to Lilith för blandad kör, till Eric Ericsons Radiokören